# Elezioni legislative in Francia del 1820
Le elezioni legislative in Francia del 1820 per eleggere i 434 deputati della Camera dei deputati si sono tenute dal 25 settembre al 4 ottobre.
La nuova legislatura vide confermarsi la maggioranza costituzionalista, benché risicata di qualche seggio, che le permise di mantenere intatti i suoi ministeri nel governo Richelieu II. Grazie ad un tacito accordo con i repubblicani in difesa delle libertà costituzionali (specie quella di stampa), i liberali aumentarono vertiginosamente i loro seggi, guidati dal filosofo Benjamin Constant, che si impegnò a combattere i crescenti tentativi di reazione da parte del gruppo ultrarealista che, all'indomani dell'assassinio del Duca di Berry nel febbraio dello stesso anno, si era fatto più aggressivo e ostile verso i gli ambienti liberali francesi, specie quello dei giornali e delle accademie.

## Risultati
| Partito                            | Partito       | Voti   | %    | Seggi |
| ---------------------------------- | ------------- | ------ | ---- | ----- |
|                                    | Dottrinari    | 42.300 | 44,7 | 194   |
|                                    | Ultrarealisti | 34.780 | 36,9 | 160   |
|                                    | Liberali      | 16.920 | 18,4 | 80    |
| Totale                             | Totale        | 94.000 | 100  | 434   |
| Fonti: Élections législatives 1820 |               |        |      |       |